# NGC 718
NGC 718 est une galaxie spirale intermédiaire située dans la constellation des Poissons. NGC 718 a été découverte par l'astronome germano-britannique William Herschel en 1784.

## Caractéristiques
La classe de luminosité de NGC 718 est I et elle présente une large raie HI.

### Distance
Sa vitesse par rapport au fond diffus cosmologique est de 1 450 ± 22 km/s, ce qui correspond à une distance de Hubble de 21,4 ± 1,5 Mpc (∼69,8 millions d'al).
À ce jour, une mesure non basée sur le décalage vers le rouge (redshift) donne une distance d'environ 21,400 Mpc (∼69,8 millions d'al). Cette valeur est à l'intérieur des valeurs de la distance de Hubble.

## Morphologie
NGC 718 a été utilisée par Gérard de Vaucouleurs comme une galaxie de type morphologique (R')SAB(rs)a dans son atlas des galaxies,.

### Un disque entourant le noyau
Grâce aux observations du télescope spatial Hubble, on a détecté un disque de formation d'étoiles autour du noyau de NGC 718. La taille de son demi-grand axe est estimée à 330 pc (~1075 années-lumière).

## Trou noir supermassif
Selon un article basé sur les mesures de luminosité de la bande K de l'infrarouge proche du bulbe de NGC 718, on obtient une valeur de 107,5 {\displaystyle M_{\odot }} (32 millions de masses solaires) pour le trou noir supermassif qui s'y trouve.

## Groupe de NGC 676
La base de données NASA/IPAC mentionne que NGC 718 est une galaxie du champ, c'est-à-dire qu'elle n'appartient pas à un amas ou un groupe et qu'elle est donc gravitationnellement isolée, ce qui est contradictoire avec les informations données sur le site « Un Atlas de l'Univers » de Richard Powell. Selon ce site, NGC 718 fait partie du groupe de NGC 676 avec la galaxie NGC 693.